# Teorema de Feit-Thompson
En matemàtiques, i més precisament en teoria de grups, el teorema de Feit-Thompson també anomenat teorema de l'ordre senar, diu que tot grup finit d'ordre senar és resoluble. També es pot enunciar equivalentment dient que tot grup simple finit no abelià és d'ordre parell. Aquest teorema, conjecturat l'any 1911 per William Burnside, fou demostrat l'any 1963 per Walter Feit i John Griggs Thompson.
Aquest teorema, així com un bon nombre de tècniques que Feit i Thompson van inventar en la seva demostració van tenir un paper essencial en la classificació dels grups simples finits.
La demostració original de Feit i Thompson, de més de dues-centes cinquanta pàgines, ha estat simplificada en alguns detalls, però no ha pogut ésser fortament abreujada i la seva estructura general tampoc no s'ha modificat. Una demostració simplificada ha estat publicada en dos volums i un esbós de la demostració està present al Finite Groups de Daniel Gorenstein.